# ولفغانغ بيترسن
ولفغانغ بيترسن (بالألمانية: Wolfgang Petersen)‏ (و. 1941 – م) هو مخرج سينمائي، ومنتج أفلام، وكاتب سيناريو من ألمانيا . ولد في إمدن.

## أعمال بارزة
من أهم أعماله:
- في خط النار
- سلاح الجو واحد
- طروادة
- القارب

## جوائز وترشيحات
حصل على جوائز منها:
- وسام الاستحقاق البافاري.

ترشح لـ:
- جائزة الأوسكار لأفضل كتابة "سيناريو مقتبس"، عن عمل:القارب
- جائزة الأوسكار لأفضل مخرج، عن عمل:القارب.

## روابط خارجية
- ولفغانغ بيترسن على موقع IMDb (الإنجليزية)
- ولفغانغ بيترسن على موقع روتن توميتوز (الإنجليزية)
- ولفغانغ بيترسن على موقع مونزينجر (الألمانية)
- ولفغانغ بيترسن على موقع ألو سيني (الفرنسية)
- ولفغانغ بيترسن على موقع ميوزك برينز (الإنجليزية)
- ولفغانغ بيترسن على موقع تيرنر كلاسيك موفيز (الإنجليزية)
- ولفغانغ بيترسن على موقع أول موفي (الإنجليزية)
- ولفغانغ بيترسن على موقع بوكس أوفيس موجو (الإنجليزية)
- ولفغانغ بيترسن على موقع قاعدة بيانات الأفلام السويدية (السويدية)
- ولفغانغ بيترسن على موقع إن إن دي بي (الإنجليزية)